# Dawa Choling Gompa
Das Dawa Choling Gompa oder Kloster Tengboche ist ein tibetisch-buddhistisches Kloster im Dorf Tengboche in der Khumbu-Region im VDC Khumjung im Distrikt Solukhumbu in Nepal. Der Sakralbau liegt am Fuß des Nordhangs des Thamserku in einer Höhe von 3867 m. Das Kloster hat das größte Gönpa in der Khumbu-Region.
Erbaut wurde das Gebäude 1916 von Lama Gulu, der intensive Beziehungen mit dem Rongpu-Kloster in Tibet pflegte. Am 15. Januar 1934 wurde das Gebäude durch ein Erdbeben zerstört und anschließend wieder aufgebaut. Verursacht durch einen Funkenschlag brannte das Gebäude am 19. Januar 1989 bis auf die Grundmauern nieder. Beim Wiederaufbau halfen lokale Handwerker, Mönche und die Gemeinschaft der Sherpa mit Unterstützung des Fonds von Edmund Hillary und zahlreicher internationaler Vereine. Beim Erdbeben in Nepal 2015 stürzte das Klostergebäude ein weiteres Mal zu großen Teilen ein.
Das Kloster Tengboche liegt inmitten des Sagarmatha-Nationalparks, der seit 1979 zum UNESCO-Welterbe gehört, und bietet eine Rundsicht auf die Berge des Himalaya, darunter die bekannten Taboche (6501 m), Mount Everest, Nuptse, Lhotse, Ama Dablam (6814 m) und Thamserku (6623 m).
Tengboche ist der Endpunkt des Sacred Sites Trail Project, einem Rundweg entlang von zehn Klöstern für Touristen und Bergsteiger. Die wichtigsten Klöster im Distrikt Solukhumbu sind neben dem Dawa Choling Gompa in Tengboche Thubten Chöling Gompa, Namche Gompa und Thame Gompa.

## Geografie
Das Kloster Tengboche befindet sich auf einer Anhöhe an dem Zusammenfluss der Flüsse Dudhkoshi und Imja Khola. Es liegt im Khumbu nordöstlich von Kathmandu an der nepalesisch-tibetischen Grenze und wird vom Volk der Sherpas bewohnt, die vor 600 Jahren aus Tibet ausgewandert sind. Das Kloster kann zu Fuß auf einem Gebirgspfad von Namche Bazar über den Flughafen Lukla erreicht werden.

## Architektur
Das Kloster wurde aus Steinmauerwerk errichtet. Der Innenhof und die Sakralstätten sind geräumig, um den Mönchen ihre religiösen Riten darin zu ermöglichen. Das Hauptgebäude hat den dazu erforderlichen Dokhang, den Gebetsraum, in dem die große Statue des Siddhartha Gautama angebetet wird. Die Statue erstreckt sich über zwei Ebenen des Klosters und umfasst den „Ser sang lha khang“, den Schreinraum im ersten Stock. Die Buddha-Statue von Siddhartha wird flankiert von Manjushri, dem Gott der Weisheit, und Maitreya, dem Buddha der Zukunft. Die Schriften des Kanjur, die kanonische Übersetzung von Buddhas Lehren in die tibetische Sprache, sind ebenfalls Bestandteil des Allerheiligsten. Das wieder errichtete Kloster ist eine große und beeindruckende Konstruktion mit einem Zeltplatz an der Vorderseite und einigen Hütten. Tengboche ist umgeben von antiken Manisteinen und Gebetsfahnen auf den umliegenden Gipfeln. Obwohl die ursprünglichen Gemälde des Klosters auf das 14. Jahrhundert datiert werden, sind nach Angaben des österreichischen Ethnologen Christoph von Fürer-Haimendorf die jetzigen Gemälde aus dem 20. Jahrhundert. Die Wandmalereien, die Thangka-Rollbilder und die Skulpturen bewertete der Kunstkritiker Tucci wie folgt:

“motifs of differing origin and baroque exuberance of workmanship are underlined by a certain heaviness of design and concern not to leave any space unfilled.”

„Motive verschiedenen Ursprungs und barocker, lebendiger Ausgestaltung werden von einer gewissen Schwere der Gestaltung betont und dem Anliegen, keinen Raum ungefüllt zu lassen.“

Tucci führt weiter die übertriebenen Darstellungen der tibetischen Kunst aus:

“Even the shape of the Tibetan utensils and furniture is overblown. The bulging teapots, rather short necked with their high domed lids have none of the lightness of the Persian or Chinese ones.”

„Sogar die Formen der tibetischen Gebrauchsgegenstände und des Mobiliars sind schwülstig. Die wulstigen Teekannen, eher kurzhalsig mit ihren hochgewölbten Deckeln, haben nichts von der Leichtigkeit persischer oder chinesischer Exemplare.“

## Galerie

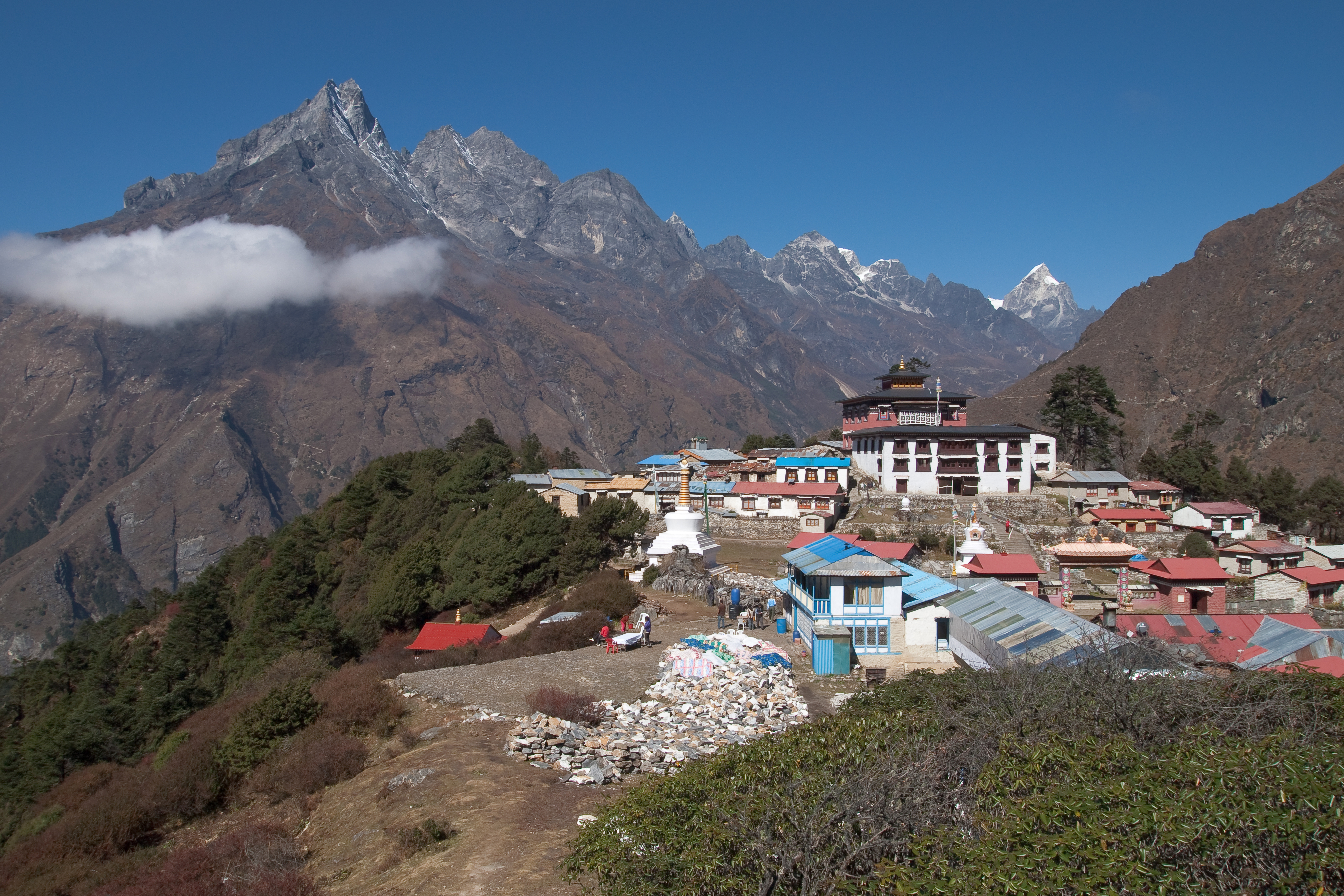
Gipfel des Sagarmatha
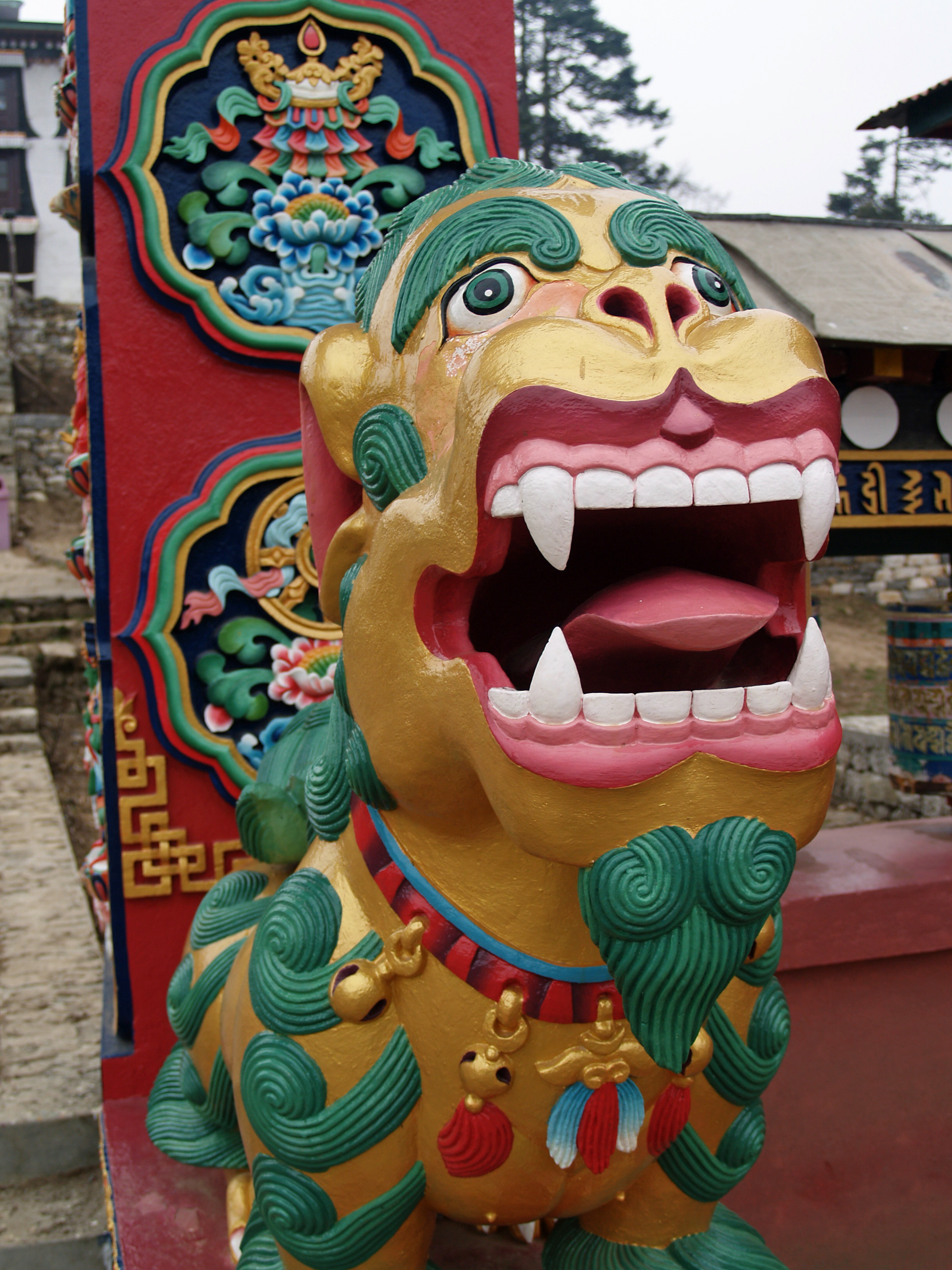
Statue am Eingang
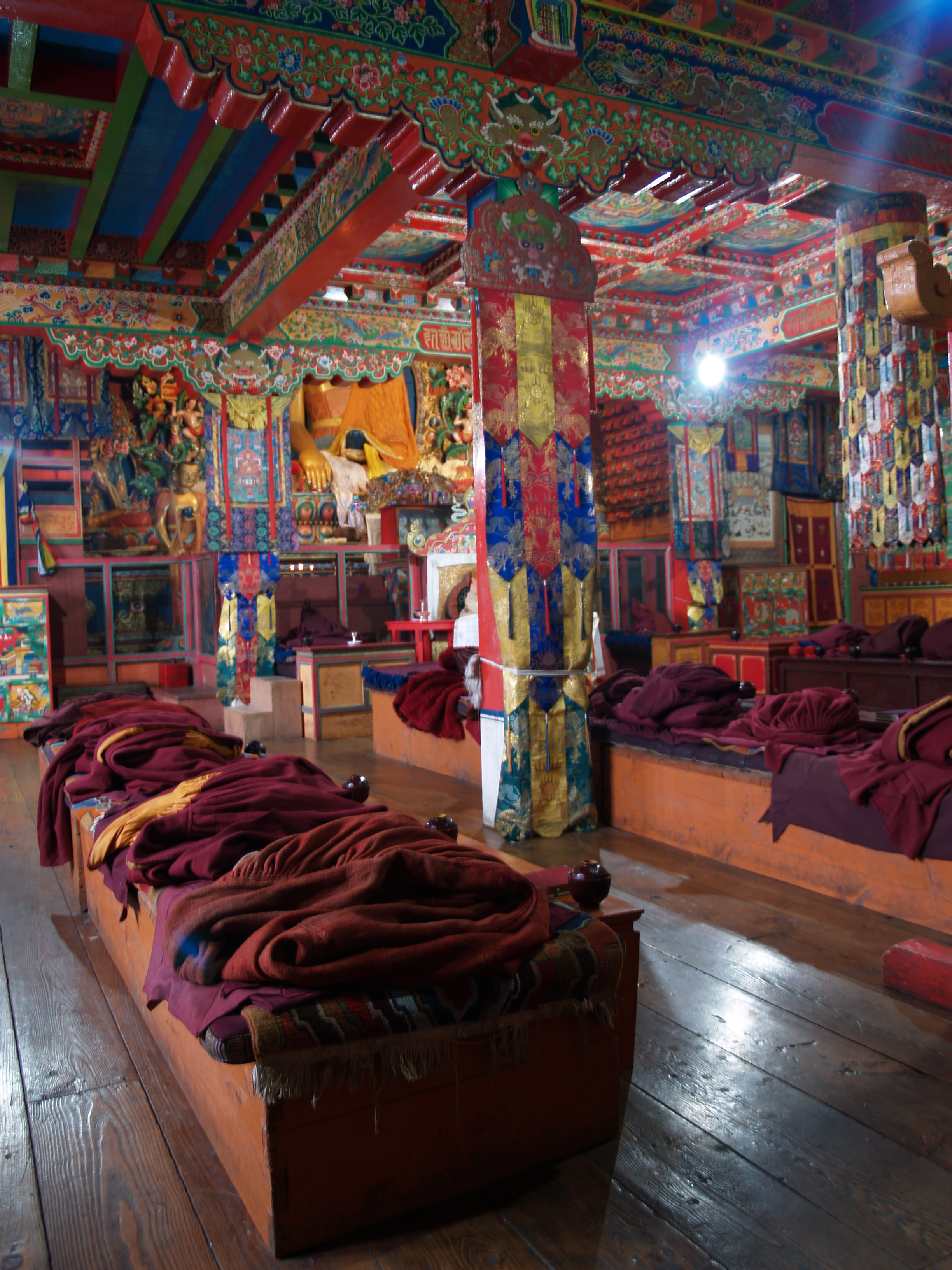
(Wand-)Gemälde im Kloster
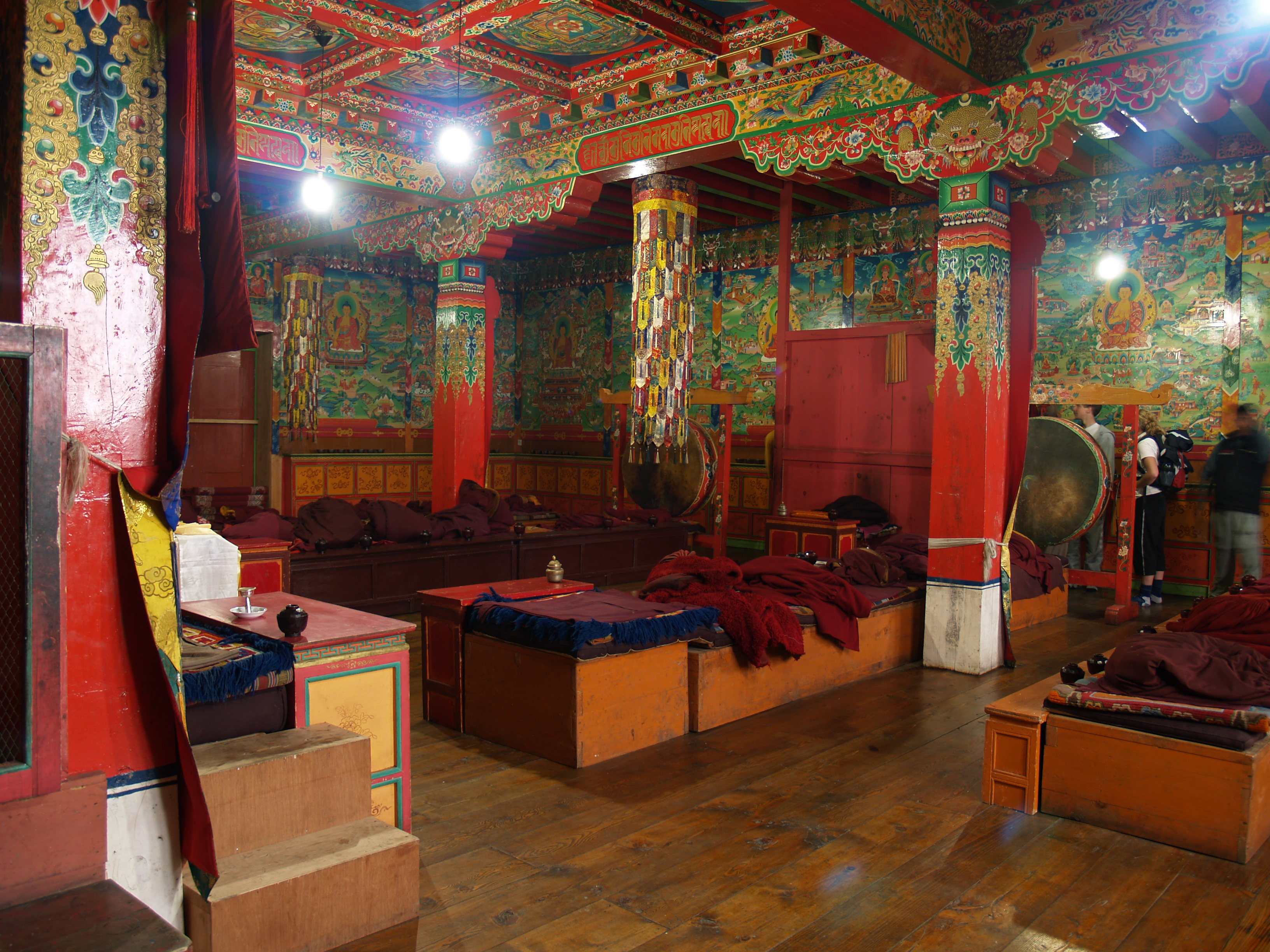
Innenansicht des Klosters
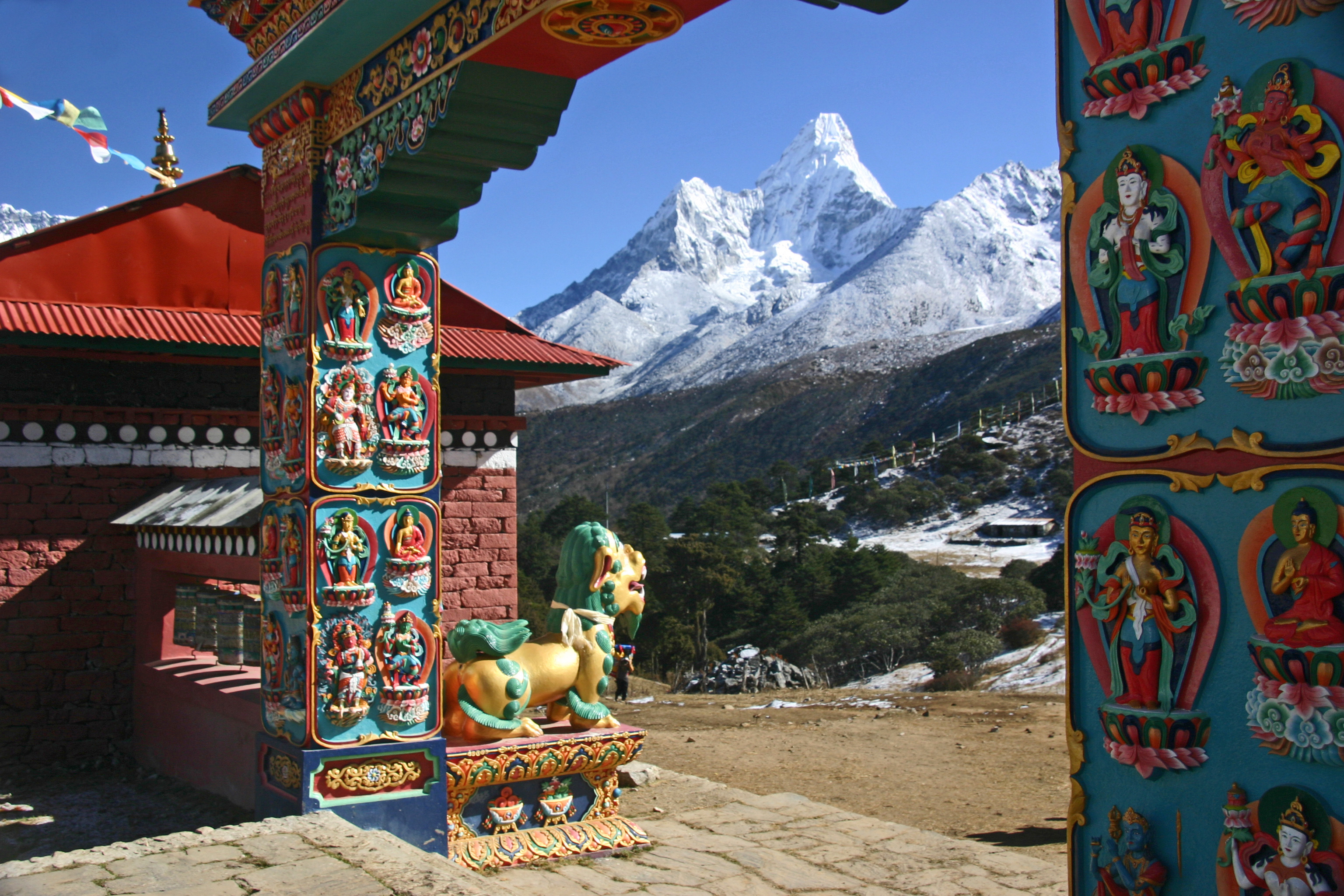
Ama Dablam durch Torbogen
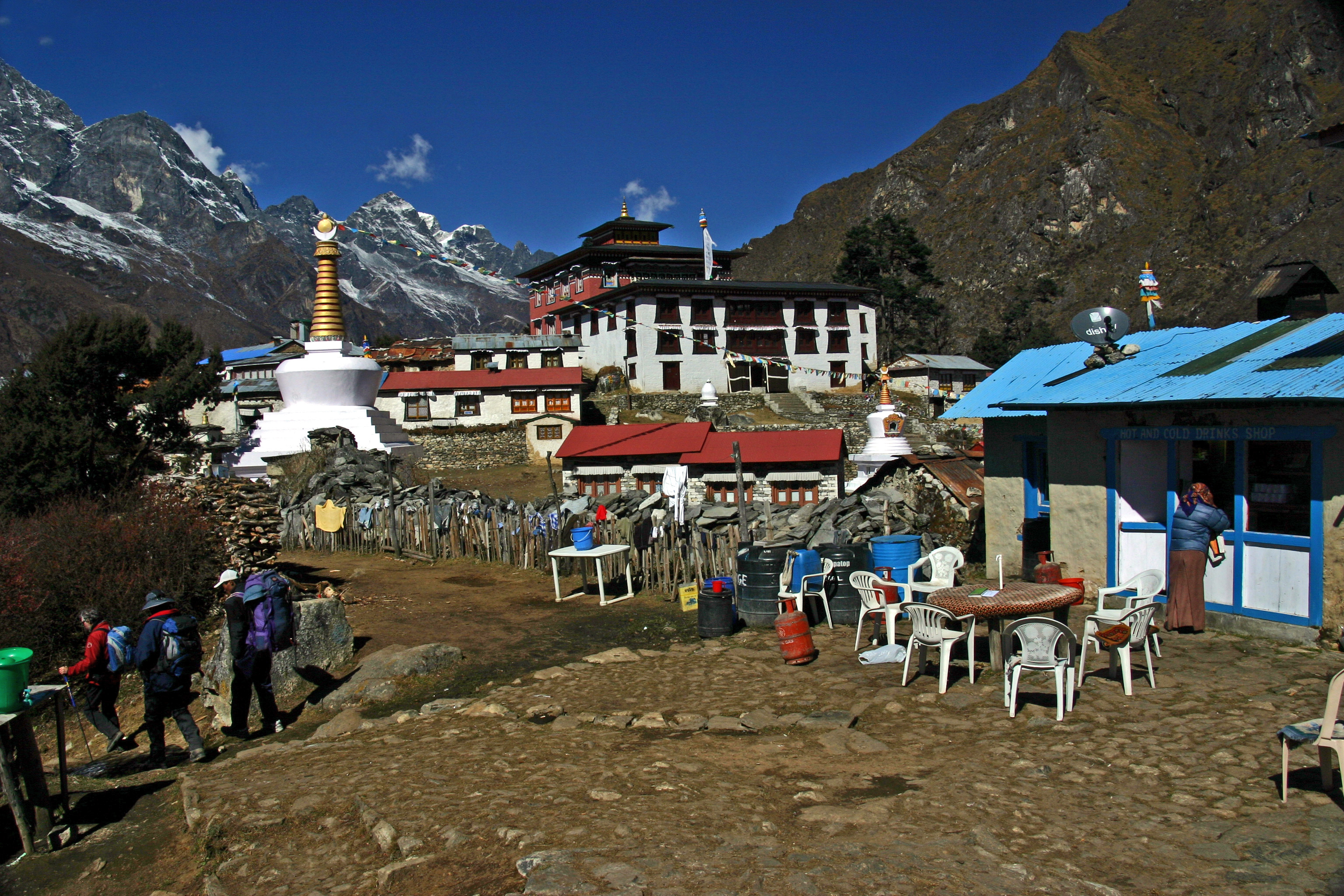
Chörten und Bistro

## Rezeption in der Populärkultur
Das Kloster wird im Liedtext des Songs Wild Man der britischen Sängerin Kate Bush erwähnt. Im US-amerikanischen Spielfilm Everest aus dem Jahr 2015 werden kurz Innen- und Außenaufnahmen gezeigt.
Weiter spielen viele Szenen im Roman Apocalypsis II von Mario Giordano im Kloster.